# Italian International 1994
Die Italian International 1994 im Badminton fanden Ende Mai 1994 statt.

## Sieger und Platzierte
| Disziplin    | Gold                                | Silber                            | Bronze                            |
| ------------ | ----------------------------------- | --------------------------------- | --------------------------------- |
| Herreneinzel | Rashad Khankan                      | Aleš Babnik                       | Mišo Mattias                      |
| Herreneinzel | Rashad Khankan                      | Aleš Babnik                       | Aleksei Popov                     |
| Dameneinzel  | Wang Yuyu                           | Erika Stich                       | Diana Knekna                      |
| Dameneinzel  | Wang Yuyu                           | Erika Stich                       | Barbara Faiazza                   |
| Herrendoppel | Tzvetozar Kolev Slantchezar Tzankov | Aleksei Popov Vjacheslav Vorobjev | Aleš Babnik Mišo Mattias          |
| Herrendoppel | Tzvetozar Kolev Slantchezar Tzankov | Aleksei Popov Vjacheslav Vorobjev | Luigi Izzo Gianmarco La Rosa      |
| Damendoppel  | Barbara Faiazza Wang Yuyu           | Maria Iasonos Diana Knekna        | Maria Grazia Italiano Erika Stich |
| Damendoppel  | Barbara Faiazza Wang Yuyu           | Maria Iasonos Diana Knekna        | Barbara Italiano Mateja Slatnar   |